# 2024년 하계 올림픽 슬로바키아 선수단
2024년 하계 올림픽 슬로바키아 선수단은 2024년 7월 26일부터 8월 11일까지 프랑스 파리에서 열린 2024년 하계 올림픽에 참가한 올림픽 슬로바키아 선수단이다.
이번 대회는 구 체코슬로바키아로부터 독립한 이후 8회 연속 하계 올림픽 출전이 된다.

## 출전 선수
| 종목         | 남자 | 여자 | 전체 |
| ------------ | ---- | ---- | ---- |
| 레슬링       | 1    | 0    | 1    |
| 복싱         | 0    | 1    | 1    |
| 사격         | 3    | 3    | 6    |
| 사이클       | 1    | 1    | 2    |
| 수영         | 1    | 1    | 2    |
| 스케이트보드 | 1    | 0    | 1    |
| 양궁         | 0    | 1    | 1    |
| 요트         | 1    | 0    | 1    |
| 유도         | 1    | 0    | 1    |
| 육상         | 2    | 4    | 6    |
| 카누         | 2    | 2    | 4    |
| 탁구         | 1    | 0    | 1    |
| 테니스       | 0    | 1    | 1    |
| 전체         | 14   | 14   | 28   |

## 메달 집계
| 종목 | 1 | 2 | 3 | 합계 |
| 종목 | ' | ' | ' | '    |
| 종목 | ' | ' | ' | '    |
| 종목 | ' | ' | ' | '    |
| 합계 | ' | ' | ' | '    |

## 같이 보기
- 2024년 하계 올림픽